# Robert Duncan McNeill
Robert Duncan McNeill (Raleigh, Carolina del Norte, 9 de noviembre de 1964) es un actor, director de cine y de televisión, y productor estadounidense, más conocido por su papel como el teniente Tom Paris en la serie de televisión Star Trek: Voyager.

## Carrera
McNeill pasó su infancia en Washington D. C., hasta que su familia se estableció en Atlanta, donde pasó su adolescencia, y comenzó su carrera como actor en producciones locales y regionales. Se mudó a Nueva York e ingresó en la Escuela Juilliard, donde estudió dos años. Disfrutó de un éxito temprano como actor profesional cuando obtuvo el papel de Charlie Brent en All My Children. Protagonizó la película Masters of the Universe. También actuó en el aclamado episodio de la versión 1980 de The Twilight Zone, "A Message From Charity". Después apareció con Stockard Channing en la producción de Broadway Six Degrees of Separation, antes de regresar a Los Ángeles, donde consiguió papeles en la televisión. Apareció como estrella invitada en numerosas series de televisión, como L.A. Law, Quantum Leap, y Murder, She Wrote. Fue miembro del elenco estelar de la serie de corta duración Going to Extremes (1992). Otro papel como invitado en ese mismo año fue en «The First Duty», un episodio de Star Trek: The Next Generation, donde representó a Nick Locarno, un cadete de la Academia Starfleet, y jefe de la escuadra que presiona a su compañero cadete Wesley Crusher para que encubra sus delitos. En 1995 se convirtió en miembro del elenco en Star Trek: Voyager, en la que interpretó a Tom Paris, un oficial de la Flota Estelar con una historia similar a la de Nick Locarno.

## Dirección
McNeill comenzó su carrera como director con varios episodios de Voyager. A continuación, escribió, produjo y dirigió dos premiados cortometrajes, La batería y 9 mm de amor, y comenzó a dirigir otras series de televisión. Si bien se ha presentado ya como estrella invitada en programas de televisión como The Outer Limits y Crossing Jordan, McNeill se centró en su carrera como director, en episodios de series como Dawson Creek, Everwood, Star Trek: Enterprise, Dead Like Me, The O.C., One Tree Hill, Desperate Housewives, Summerland, y Supernatural. En 2007 dirigió el estreno de la quinta temporada de Las Vegas, el piloto de Samantha Who? (que cuenta con Tim Russ, su coprotagonista en Star Trek: Voyager) y luego firmó como productor y director del programa Chuck, en el que dirigió numerosos episodios, como el primer episodio de un programa de televisión que se emitirá íntegramente en 3D. En 2010, McNeill dirigió un episodio de V, serie de televisión de ciencia ficción producida por Scott Rosenbaum, exescritor y productor ejecutivo de Chuck.

## Filmografía[1]
- 1981: Sharky's Machine, como adolescente en el autobús (sin acreditar).
- 1985: Ein Fenster in Manhattan (película de televisión), como Eric.
- 1985: ABC Weekend Specials (serie de televisión), como Erik Mason, en el episodio «Jeeter Mason and the magic headset»
- 1985: The Twilight Zone (serie de televisión), como Peter Wood.
- 1987: Amos del universo, como Kevin Corrigan.
- 1987: All My Children (serie de televisión), como Charlie Brent.
- 1989: Mothers, daughters and lovers (película de televisión).
- 1990: CBS Schoolbreak Special (serie de televisión), como Richard, en el episodio «Flour babies».
- 1990: Quantum Leap (serie de televisión), como Greg Truesdale, en el episodio «Good night, dear heart».
- 1990: Lucky chances (miniserie de televisión), como Craven Richmond.
- 1991: L.A. Law (serie de televisión), como Michael Riley, en el episodio «TV or not TV».
- 1992: Spies (película de televisión), como Sam, el guardia costero.
- 1992: Homefront (serie de televisión), como Bill Caswell.
- 1992: Star Trek: The Next Generation (serie de televisión), como el cadete de primera clase Nicholas Locarno, en el episodio «The first duty»
- 1992-1993: Going to Extremes (serie de televisión), como Colin Midford.
- 1994: Second Chances (serie de televisión), como Pete Dyson, en los episodios «Justifiable jealousy», «Miss Friendly Santa Rita y «Down Looks Like Up».
- 1994: One More Mountain (película de televisión), como Milt Eliot.
- 1994: Wild Oats (serie de televisión), en el episodio piloto.
- 1994: Sisters (serie de televisión), como Andrew Simms, en el episodio «Falling leaves».
- 1994: Reportera del crimen (serie de televisión), como Danny Kinkaid, en el episodio «Death in Hawaii»
- 1999: Noticias del futuro (serie de televisión), como el jefe de policía Joe Frawley, en el episodio «Home groan»
- 2000: Star Trek Voyager: Elite Force (videojuego), como Tom Paris (voz).
- 1995-2001: Star Trek: Voyager (serie de televisión), como el teniente Tom Paris.
- 2002: The Outer Limits (serie de televisión), como el comandante Ellis Ward, en el episodio «The human factor»
- 2002: Crossing Jordan (serie de televisión), como Matt, en el episodio «There's no place like home».
- 2002: Infested, como Eric.
- 2012: Chuck (serie de televisión) como Operative, en el episodio «Chuck versus the goodbye»
- 2023: Star Trek: Lower Decks (serie de televisión) como Nick Locarno, episodios 9 y 10 de la cuarta temporada»

## Vida privada
Vive en Los Ángeles con su esposa Carol Seder y sus hijos.